# St-Henri

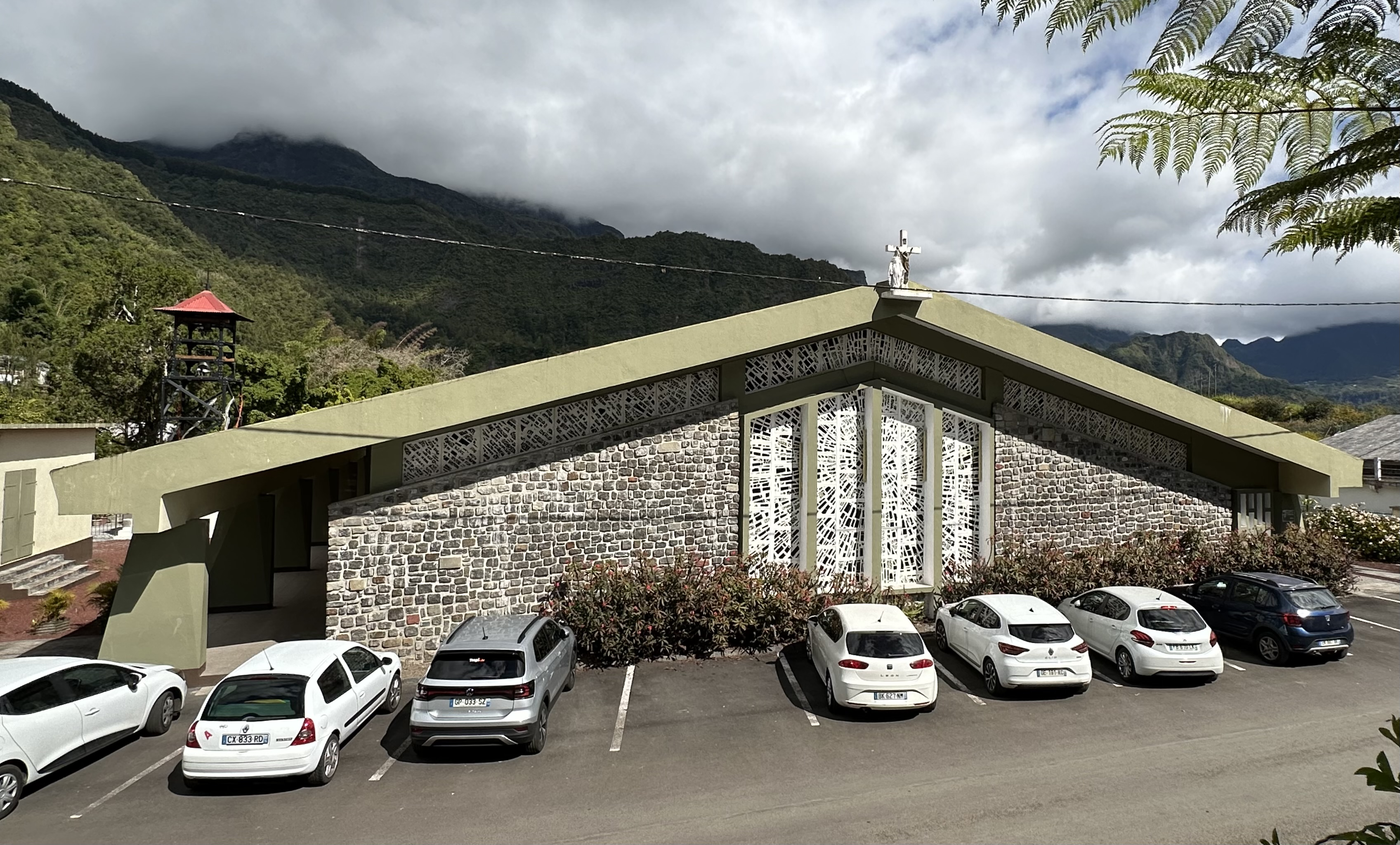
Kirche Saint-Henri, 2024

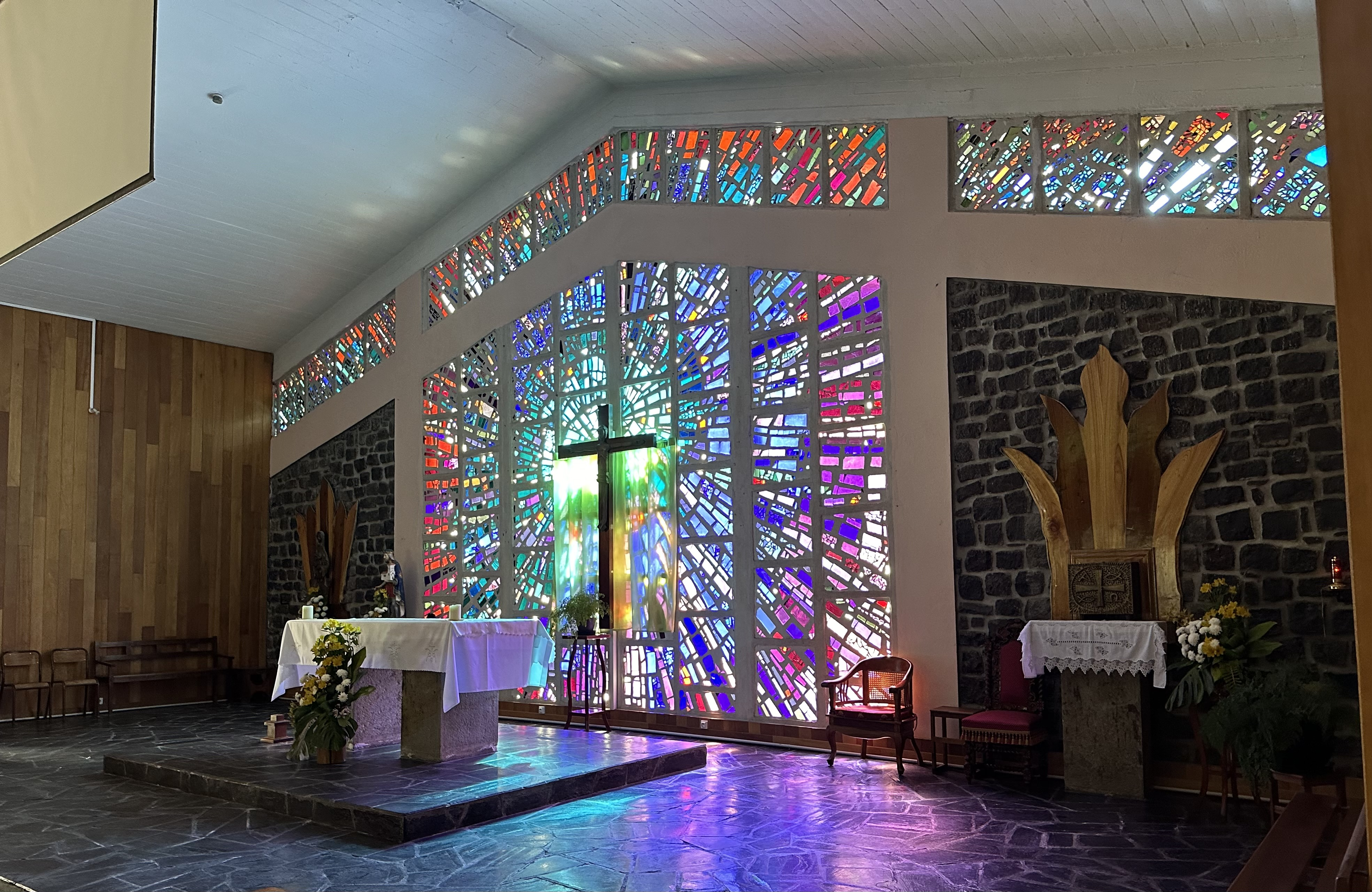
Buntglasfenster in der Ostwand

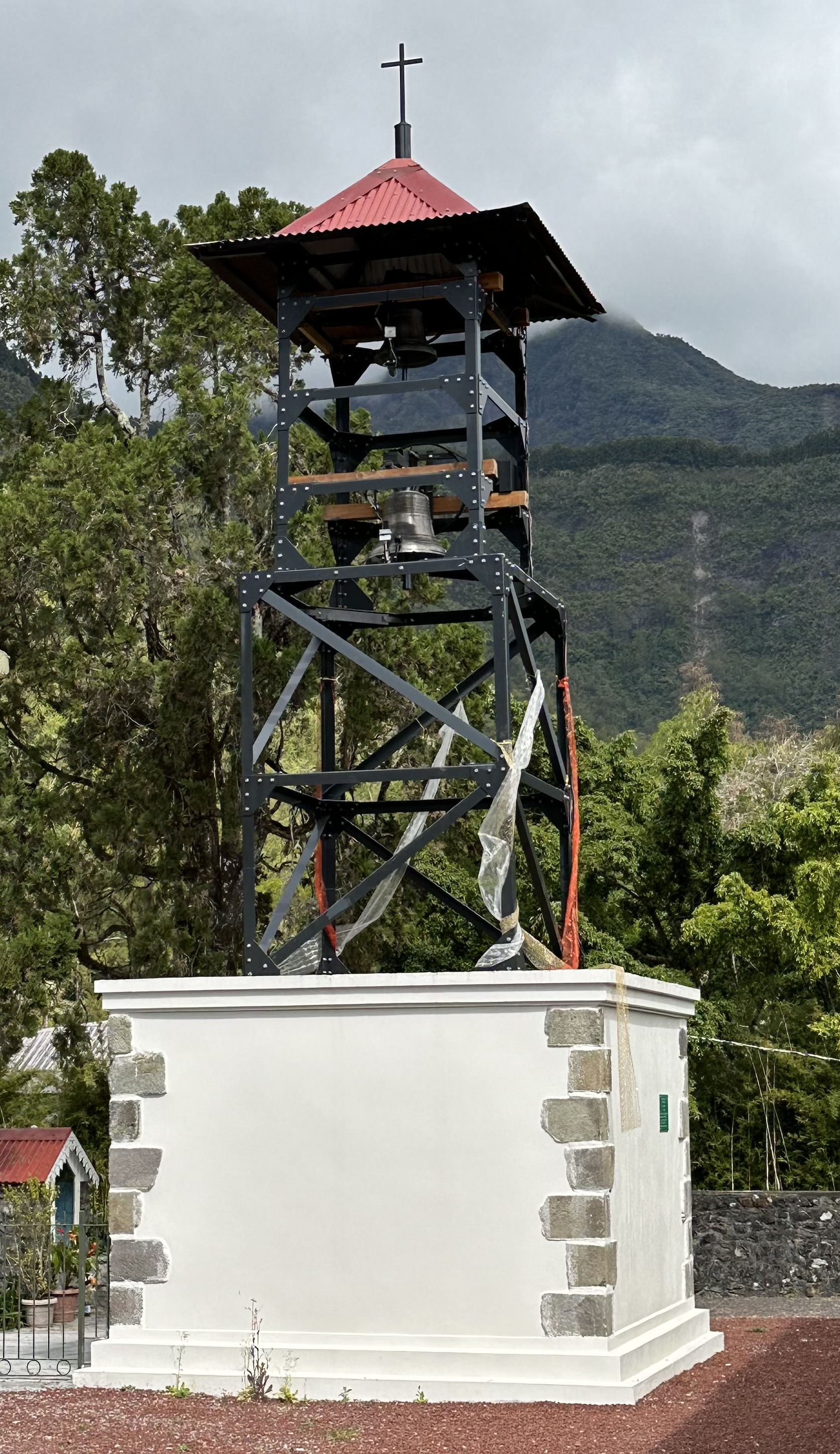
Neuer Glockenturm

St-Henri ist eine römisch-katholische Kirche in der Gemeinde Salazie auf der im Indischen Ozean gelegenen französischen Insel Réunion. Sie gehört zum Bistum Saint-Denis-de-La Réunion.

## Lage
Die Kirche befindet sich auf der Westseite der Straße Rue Amiral-Lacaze im Westen des Ortes Hell-Bourg an der Adresse 24, rue Amiral-Lacaze. Auf der anderen Straßenseite steht die bekannte historische Villa Folio.

## Architektur und Geschichte
Am 4. Mai 1858 erhob Bischof Armand-René Maupoint Hell-Bourg zu einer eigenen Pfarrei unter dem Patrozinium des Heiligen Heinrich II. Mit der Auswahl des Heiligen wurde der Gouverneur Henri Hubert-Delisle geehrt. Die Entscheidung zur Errichtung der Pfarrei war anlässlich eines Besuchs des Bischofs und des Gouverneurs am 5. Januar 1858 in Hell-Bourg gefallen. Die erste Kirche wurde am 15. Juli 1860 geweiht. Die Baukosten waren durch Gemeindemitglieder aufgebracht worden. Sie war elegant und geräumig ausgeführt, wurde jedoch bereits bei einem Zyklon im Jahr 1862 wieder zerstört. Als Ersatz entstand ein 35 Meter langer und 20 Meter breiter Kirchenbau. Es bestand auch ein Glockenturm. Bedeckt wurde der Bau von einem Zinkdach. 1948 wurde die Kirche bei einem Zyklon schwer beschädigt, der Glockenturm wurde weggeweht. Die Kirche wurde jedoch wieder aufgebaut. Dieses Holzgebäude fiel dem Zyklon Jenny im Jahr 1962 zum Opfer.
Die heutige Kirche entstand in den 1970er Jahren, wohl 1975, andere Angaben nennen die 1960er Jahre. Das Kirchenschiff ist breit gelagert und von einem Satteldach bedeckt. Guy Lefèvre wählte in Zusammenarbeit mit dem Architekten die Pflasterung aus, schuf das liturgische Mobiliar und auch das Kruzifix. Von ihm stammt auch die Darstellung der Jungfrau mit dem Kinde sowie die markanten, die Gestaltung des Innenraums prägenden Buntglasfenster mit abstrakten Motiven.
Da die Kirche immer noch ohne Glockenturm war, wurde 2022/2023 südwestlich der Kirche ein neuer Glockenturm errichtet, dessen Gestaltung dem historisch einmal bestehenden Turm nachempfunden wurde.